# Fast (песня Люка Брайана)
«Fast» — песня американского кантри-певца Люка Брайана, вышедшая в качестве 6-го сингла с его пятого студийного альбома Kill the Lights (2015). Тираж песни к маю 2017 года достиг 172,000 копий в США и она достигла позиции № 1 в кантри-чарте Billboard Country Airplay, где стала его 18-м чарттоппером (с учётом двух гостевых, или 16-м сольным). Авторами песни выступили Брайан, Родни Клаусон и Люк Лэрд.

## История
Песня получила положительные отзывы музыкальной критики и интернет-изданий, например, Taste of Country, Billboard.
Песня достигла первого места кантри-чарта Country Airplay, где стала его 16-м сольным чарттоппером, или 18-м с учётом двух гостевых: «This Is How We Roll» (2014, Florida Georgia Line) и «Forever Country» (2016). Таки образом песня «Fast» сделала Брайана первым исполнителем с шестью хитами № 1 в Country Airplay с одного альбома. Тираж сингла в США достиг 172,000 копий к маю 2017 года.
Музыкальное видео вышло 2 марта 2017 года, режиссёр Майкл Монако. В ностальгическом видео Брайан играет на гитаре с чередующимися фотографиями из хроники его жизни и семейной жизни.

## Чарты и сертификации

### Еженедельные чарты
| Чарт (2016—17)                      | Высшая позиция |
| ----------------------------------- | -------------- |
| Канада (Billboard Canadian Hot 100) | 91             |
| Канада (Billboard Country)          | 1              |
| США (Billboard Hot 100)             | 58             |
| США (Billboard Country Airplay)     | 1              |
| США (Billboard Hot Country Songs)   | 5              |

### Годовой итоговый чарт
| Чарт (2017)                        | Позиция |
| ---------------------------------- | ------- |
| Канада (Canada Country, Billboard) | 13      |
| США (Country Airplay, Billboard)   | 26      |
| США (Hot Country Songs, Billboard) | 35      |

## Сертификации
| Регион | Сертификация | Продажи |
| --- | ------------ | ------- |
| США (RIAA) | Золотой      | 500 000 |
| * Данные о продажах приведены только на основе сертификации. · ^ Данные о тиражах приведены только на основе сертификации. · Данные о продажах + прослушиваниях приведены только на основе сертификации. |              |         |